# Meran (software)
Meran es un Sistema Integrado de Gestión Bibliotecaria de software libre, bajo licencia GPL v3. Fue liberado en octubre del 2012 en Argentina por un grupo interdisciplinario compuesto por bibliotecarias, informáticos y diseñadoras del Centro Superior para el Procesamiento de la Información perteneciente a la Universidad Nacional de La Plata. Meran proviene de la lengua mapuche, y quiere decir 'regalar, obsequiar'.

## Características
Meran brinda todas las funcionalidades necesarias para la administración de una biblioteca:
- Creación de catálogos.
- Generación de tarjetas identificatorias con códigos de barra.
- Integración con otros sistemas.
- Obtención de estadísticas y reportes.
- Autogestión de inventarios.
- Administración y seguimiento de ejemplares.
- Promoción de la interacción social con los usuarios a través de la difusión de servicios y productos en redes sociales.

Meran dispone de dos interfaces, por un lado, el catálogo online público que permite el acceso a la navegación y la consulta en línea, donde los usuarios pueden autogestionar sus reservas y renovaciones de manera remota. Por otro lado, la intranet permite al personal bibliotecario gestionar la configuración del sistem, los procesos técnicos, los servicios a los usuarios y la obtención de reportes y estadísticas, entre otros.

## Requerimientos
Para su instalación se necesitan, como mínimo, un procesador Dual Core, una memoria de 2 GB y un disco rígido de 160 GB.